# 黑味銅
黑味銅，一種砷青銅，通常含有99%銅以及1%金屬砷:p. 88。這是日本傳統的色金之一，主要用於產生其他的合金，也常被用於裝飾用途，例如使用於木目金。